# 1103-as mellékút (Magyarország)
Az 1103-as számú mellékút a budai agglomeráció egyik fontos mellékútja Pest vármegyében, a Budai-hegység nyugati felében, részben a Zsámbéki-medencében. A körülbelül 16,5 kilométeres hosszúságú útszakasz közvetlenül négy települést köt össze, de nagy forgalmú helyközi autóbuszjáratok útvonalaként néhány további település lakosai számára is kiemelt jelentőséggel bír.

## Nyomvonal
Az út korábban két négy számjegyű utat kötött össze – a 8102-est az 1104-essel, a Zsámbéki-medence északi részének településein keresztül –, azokkal lényegében egyenrangú, ugyancsak négy számjegyű útként. Ennek megfelelően a kezdetének a fővároshoz, Budapesthez közelebb eső budakeszi kiágazó pontját, míg a végpontjának a perbáli végét tűzték ki. Időközben, 2013 körül az 1104-es utat ezen a szakaszon három számjegyű főúttá minősítették át, azóta a 102-es számú főút része. Ez azonban az 1103-as út kilométer-számozását nem befolyásolta, így azóta egy alsóbbrendű, négy számjegyű út felől vezet egy három számjegyű főút felé. Az út teljes hosszában a Budakeszi járásban halad.
Kezdőpontja eszerint Budakeszi központja közelében van, ahol lámpás kereszteződéssel ágazik ki a 8102-es útból, annak 15+400-as kilométerszelvénye közelében; onnan mindvégig jellemzően nyugat-északnyugati irányban halad. Kezdeti szakasza mintegy 750 méteren át a Temető utca nevet viseli (mivel elhalad a város temetője mellett), ott egy körforgalmú kereszteződése van, onnan tovább már a Telki út nevet viseli. Nagyjából másfél kilométer megtétele után elhagyja a város utolsó házait, de még sokáig Budakeszi erdei között húzódik. Közben elhalad egy díszletváros, majd a Budakeszi Erdészet központja és arborétuma mellett is (a díszletvárost a Drága örökösök című sorozat forgatásához építették, később a Keresztanyu sorozatot is itt forgatták).
5,2 kilométer után lép át Páty területére, és 7,3 kilométer után torkollik bele mintegy 3 kilométer megtétele után a 11 102-es út, amely a település központjával köti össze; az 1103-as Pátyon lakott területet nem érint. 8,2 kilométer után lép be az út Telki területére, ahol rögtön eléri a község lakott területeit is. 8,6 kilométer után egy körforgalomhoz ér, onnantól a helyi neve Fő út. A tizedik kilométere előtt egy újabb körforgalma van, onnan a neve már Budajenői út, 10,7 kilométer után pedig átér Budajenő házai közé, gyakorlatilag átmenet nélkül lép át Telkiről Budajenőre.
Budajenőn Kossuth Lajos utca néven húzódik, a 12. kilométere táján éri el a belterület nyugati szélét, nem sokkal utána pedig ismét egy körforgalma következik: innen a település északi része felé ágazik ki egy önkormányzati út. 13,3 kilométer után érkezik el Budajenő és Perbál határához, innét már ez utóbbi területén vezet, továbbra is nagyjából északnyugati irányba. 15. kilométere táján éri el Perbál Újmajor településrészét, majd keresztezi a Békás-patakot. Onnan már perbáli belterületen halad, Dózsa utca néven, a község központjáig. A 102-es főútba betorkollva ér véget, annak 11+700-as kilométerszelvénye táján.
Teljes hossza, az országos közutak térképes nyilvántartását szolgáló kira.gov.hu adatbázisa szerint 16,451 kilométer.

## Települései
- Budakeszi
- Telki
- Budajenő
- Perbál